# RoRo 2200
RoRo 2200 ist eine RoRo-Schiffsklasse, die von der Flensburger Schiffbau-Gesellschaft für Seatruck Ferries gebaut wurde.

## Geschichte
Die Schiffe der RoRo-2200-Klasse wurden von 2011 bis 2012 von der Flensburger Schiffbau-Gesellschaft gebaut. Die Schiffe wurden im März 2008 von Seatruck Ferries bestellt.
Die Seatruck Progress, das erste Schiff der Serie, wurde von der Zeitschrift Hansa zum „Ship of the Year 2011“ ernannt.
Zwei Schiffe, die Seatruck Performance und die Seatruck Precision wurden von 2012 bis 2018 von Stena Line zwischen Belfast und Heysham, sowie zwischen Belfast und Liverpool eingesetzt. Seitdem setzt Seatruck Ferries die Schiffe zwischen Warrenpoint und Heysham ein.

## Technische Daten und Ausstattung
Die Schiffe werden von zwei Siebenzylinder-Dieselmotoren des Herstellers MAN (Typ 7L48/60-CR) mit einer Leistung von jeweils 8.000 kW angetrieben. Die Motoren wirken über Getriebe auf zwei Verstellpropeller. Die Schiffe der Serie sind mit zwei jeweils 1.000 kW starken Querstrahlsteueranlagen ausgestattet.
Für die Stromversorgung stehen zwei Dieselgeneratoren des Herstellers Mitsubishi Heavy Industries zur Verfügung. Ferner wurde ein Notgenerator von MAN verbaut.
An Bord der Schiffe stehen für rollende Ladungen 2.166 Spurmeter auf vier Decks zur Verfügung. Das unterste Deck auf der Tankdecke bietet eine Höhe von 5 Metern, die beiden darüber liegenden Decks über eine Höhe von jeweils 5,2 Metern. Diese beiden Decks sind direkt über die 17,6 Meter breite Heckrampe zu erreichen. Tankdecke und Wetterdeck sind über 4,4 Meter breite Rampen an Bord zu erreichen.
Das Deckshaus ist im vorderen Bereich der Schiffe angeordnet.

## Die Schiffe
| RoRo 2200            | RoRo 2200           | RoRo 2200 | RoRo 2200  | RoRo 2200                                            |
| Bauname              | Ablieferung/Baujahr | Baunummer | IMO-Nummer | Umbenennungen und Verbleib                           |
| -------------------- | ------------------- | --------- | ---------- | ---------------------------------------------------- |
| Seatruck Progress    | November 2011       | 746       | 9506203    | -                                                    |
| Seatruck Power       | Februar 2012        | 747       | 9506215    | -                                                    |
| Seatruck Performance | April 2012          | 751       | 9506227    | Stena Performer (2012) → Seatruck Performance (2018) |
| Seatruck Precision   | Juni 2012           | 752       | 9506239    | Stena Precision (2012) → Seatruck Precision (2018)   |